# Monte Contessa
Monte Contessa (a Contissa in dialetto calabrese), anticamente Calocrio, è un monte delle preserre catanzaresi nella punta nord-ovest delle Serre settentrionali, che si trova nel comune di Jacurso in provincia di Catanzaro in Calabria.

## Geografia fisica
Alto 881 m.s.l.m si trova nel territorio comunale di Jacurso e in parte tra i territori di Cortale,Curinga e San Pietro a Maida ed è il monte più a nord del massiccio delle Serre, affacciandosi sull'istmo e sulla piana di Sant'Eufemia, infatti, insieme al monte Covello è alfiere del primo tratto occidentale delle Serre. Tra il monte e il Passo Fossa del Lupo,che si trova più a sud, ci sono delle ampie valli e conche piene di boschi e pascoli.